# Albertijnse bas

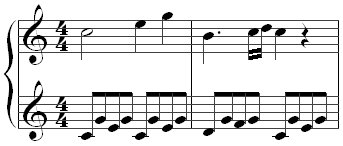
De sonate facile van Mozart, met Albertijnse bas

De Albertijnse bas is een muzikaal begeleidingsfiguur. Deze ontleent zijn naam aan de Italiaanse componist Domenico Alberti (1710-1740). Het bestaat uit een zich herhalend patroon van gebroken akkoorden, of arpeggio's als begeleiding van een meestal cantabile melodie.
Albertijnse bassen worden doorgaans veelvuldig gebruikt voor de linkerhand op toetsinstrumenten, in het bijzonder de piano, vanaf de vroege classicistische muziek tot de vroege romantiek. Bij componisten als Mozart, Haydn en Beethoven vindt men vele voorbeelden van deze figuur.
Ook sommige modernere componisten gebruiken deze begeleidingsfiguur, zoals Béla Bartók aan het einde van zijn 5e strijkkwartet. Tevens wordt in popmuziek vaak een eenvoudige begeleiding gebruikt die op de albertijnse bas lijkt.
In de 20e-eeuwse pianostijl Boogie Woogie komt de Alberti bas veelvuldig voor. Een voorbeeld is het stuk Yancey Special van Meade Lux Lewis.